# リチャード・ギャリオット
リチャード・ギャリオット・ド・ケイユ（英語: Richard Garriott de Cayeux、1961年7月4日 - ）は、イギリス生まれのアメリカ合衆国のゲームクリエイター。とりわけコンピュータ用ロールプレイングゲーム（RPG）に発する「ウルティマ」シリーズの作者として知られている。

## 経歴

### 生い立ち
イングランドのケンブリッジ出身。幼少期はアメリカ合衆国テキサス州オースティンナッソー・ベイで育った。その一方で両親の都合からたびたびイギリスに戻る事があったため、イギリス訛りが強い英語を話す。この特徴から後述する様に「ブリティッシュ」（「イギリス風の」という意味）という綽名で呼ばれる。父親のオーウェン・ギャリオットは、第2回スカイラブ・ミッションへ参加した宇宙飛行士であり、工学博士や大学教授としても著名な人物で、母親も芸術家であった。リチャードが11歳の頃、手作りの「銀の蛇」をデザインしたペンダントを父に送り、オーウェンはそのペンダントを持って宇宙へ旅立った。ウルティマシリーズに蛇や宇宙を題材にするシナリオがあるのは、これらの影響が強いといわれている。
幼い時から電子工学に優れた才能を示し、両親もリチャードの特技を育てようと後援した。クリアクリーク・ハイスクール在学中にはプログラミングに熱中する日々を送っていた。1977年に両親の勧めで、オクラホマ州立大学が主催していたコンピューター関連技術についての合宿に7週間に亘って参加している。その時、同じ合宿に参加している生徒からイギリス訛りを指摘され、「ブリティッシュ」の綽名で呼ばれる事になった。
彼はこの綽名を気に入り、その後も自らペンネームなどを必要とする際に使い続け、最終的には自ら開発したウルティマシリーズ世界の国王「ロード・ブリティッシュ」の由来にまでなった。尤も活動の拠点がアメリカである事からも分かる様に本人はアメリカ文化により親しく、発音も基本的にはアメリカ英語の範疇である。
高校時代、リチャードは学校に申し出て上級コンピュータクラスを新設。リチャードを含む3人の生徒以上にコンピュータを教えられる教師が居なかったため、彼ら自身で目標を立て学習に取り組む。その題材に決められたのが、コンピュータによるゲーム開発であった。
リチャードは高校卒業までに、28本のダンジョン探検プログラムを残した。

### ウルティマシリーズの開発
こうした活動の傍ら、ギャリオットは自作のゲームを作る事にも没頭し、完成品を友人達に提供して感想を尋ねたりしていた。高校を卒業してから大学に進学する前の19歳の時、これが高じてか当時勤めていたPCショップ「コンピュータランド」店長の勧めで、自ら製作したRPG「アカラベース」を販売、これがカリフォルニア・パシフィックの目に止まり、「アカラベース」は全米で販売され、後の「ウルティマ」に通じる斬新なゲームシステムが話題を呼び、1981年までの間に3万本という売り上げを記録するヒット作となった。稼いだ金はテキサス大学の学費としては十分なものであったが、「ぱーっと使っちゃった」と後に語っている。大学ではフェンシング部や中世文化同好会（Society for Creative Anachronism）などに所属した。
1980年代初期、再びギャリオットはゲーム開発に乗り出し、アカラベースのシステムを改良したゲームとしてケン・アーノルドとともにApple II用のゲーム「ウルティメイタム」(Ultimatum) を開発した。しかし「ウルティメイタム」はすでに使用されていた商標であったため、カリフォルニア・パシフィックの判断で文言の後ろを切り、「ウルティマ」として世に送り出されることになった。ケン・アーノルドによるタイルグラフィックの発明により広い世界を自由に動き回ることのできるゲームとして完成したウルティマは大きな成功を収めた。 続いて「ウルティマ2」を製作し、シエラオンラインより発売。「ウルティマ」「ウルティマ2」の成功に、それまで販売元を経由していた作品販売を自社管理の下に行いたいと考えたギャリオットは、「ウルティマ3」の時に父や兄弟たちを共同経営者に迎えてOrigin Systems社を設立、以後「ウルティマシリーズ」の製作と販売の双方を管理した。
ウルティマシリーズに登場するブリタニア大陸（ゲーム世界の中心地）を統治する王として、前述した「ロード・ブリティッシュ」が登場するが、これはギャリオット自身の分身である。FM TOWNSに移植された「Ultima VI the False Prophet」ではゲーム中のロード・ブリティッシュの声を自身で担当している。また、「IX」の日本語版でもロード・ブリティッシュ城内に幽閉されている「自称ロード・ブリティッシュ」なる人物の声を本人が日本語で吹き替えている。

### EAとの関係
1992年9月、アメリカの大手ゲームメーカーであるエレクトロニック・アーツ（EA）社と契約を結び、Origin Systems社はEAの開発部門の一つとして統合された。FPSブームが吹き荒れる中で、ギャリオットは名作シリーズとなっていたウルティマの開発を総責任者として続行しつつ、捗々しくなかったRPGのオンライン化を積極的に推進して「ウルティマオンライン」を開発、商業的な成果を挙げた。しかし経営状態は徐々に悪化していき、2000年にはEA本社がOrigin Systemsが開発中である複数の企画を凍結すると発表、経営責任を問う形でギャリオットを解任した。
退社後、同じくOrigin Systemsを離れていた兄のロバートと、ウルティマオンラインでメインプログラマーを務めていたスタリー・ロングらとDestination Games社を設立した。

### EA退社から今日まで
2001年5月、Destination Games社はMMOの開発で協力関係を結んでいた韓国のゲーム会社、パブリッシャーのNCSoftに買収され、ギャリオットはNCSoftアメリカ支社のCEOに迎えられた。引き続いてMMOの開発を担当したギャリオットは2007年に「Tabula Rasa」を発表、久々にゲーム業界の表舞台に復帰した。ところが2008年10月12日、「Tabula Rasa」の公式ページで突如としてNCSoftからの退社を発表し、関係者に衝撃を与えた。発表の暫く前に悲願であった宇宙旅行に出ていたギャリオットは、「宇宙で得た感動を新しい何かに用いたい」と理由を説明している。
2009年には保有していたNCsoft社の株式20億円相当を他企業に売却、同年の2月28日に「Tabula Rasa」のサービスは終了した。

## 人物
ギャリオットの特異な人物像として知られているものが "Britannia Manor" と名付けられた彼の邸宅で、テキサス州オースティンに建てられていた。それはまるで忍者屋敷のようなカラクリが満載されており、地下室にはRPGの世界に出てくるダンジョンそのものが再現されていた。一時期はハロウィーンの時期になると「お化け屋敷に改装され、客に披露されていた。ほかにも宇宙への関心が非常に強く、自宅に天文台が設置されている。「ロード・ブリティッシュ」の名前が影響を持たない「なるほど!ザ・ワールド」で自宅が取り上げられたこともあり、その規模が窺える。ただ、現在は家を売却してしまっており、違う家に住んでいるという。
悪魔趣味（13や666という数字が大好き）の持ち主で、一方でコスプレの趣味もある。
彼のことを放映したTVの中で、「もし、NASAの人間がいきなりやって来て、"リチャード準備はいいかい？さあ宇宙へ行こう"。そう言ったら、即座にすべてを投げうって僕は旅立つよ」と、笑いながらコメントするほどの「宇宙」マニア。2008年10月14日にソユーズ宇宙船（ソユーズTMA-13）で国際宇宙ステーションに旅行した。父親のオーウェン・ギャリオットがNASAの宇宙飛行士であったため、アメリカ人で初めて、親子ともども宇宙へ行った家族となった。
月面にある旧ソビエト連邦の月探査機ルノホート2号とルナ21号が1993年に競売に出された際に購入しており、これらの所有者である。
日本びいきとしても知られ、ウルティマシリーズでも『日本語版』に対しては特別な仕様を入れることが多かった。ウルティマ9では自らが声優となり、日本語を喋っている。
2021年には冒険者クラブの45代会長に就任した。

## 年表
- 1980年夏 「ウルティマ」の元となるRPGアカラベースを開発、PCショップで販売して学費を稼いだ。
- 1980年秋 テキサス大学入学。
- 1983年 Origin Systemsを設立。その後同社はエレクトロニック・アーツ傘下になる。
- 2000年3月 自ら設立したOrigin Systemsから解雇される（EA社は円満退社と報道した）。
- 2000年4月 Destination Games社を兄のロバートともに設立。
- 2001年5月 韓国のゲーム会社NC Softのアメリカ法人NC Austin社に入る。
- 2004年2月 エレクトロニックアーツ社の開発部門とされていたOrigin Systems社が閉鎖される。
- 2008年10月12日にバイコヌール宇宙基地よりソユーズにて国際宇宙ステーションに向けて出発。14日に国際宇宙ステーションに到着。翌月、Tabula Rasaのサイト上でNCsoftを退社すると表明。
- 2009年 NCsoftの株（時価20億円）を売却。